# Rue Zámecká
 (septembre 2019).
La rue Zámecká  est une voie de Prague.

## Situation et accès
Située dans le quartier de Malá Strana, elle relie la place de Mala Strana et la rue Nerudova à la rue Thunovská.
La rue est droite et courte, avec seulement quelques maisons. 

## Nom
Elle a changé de nom plusieurs fois dans le passé:
- du XIVe au XIXe siècle - « Aux degrés »
- depuis 1829 - « Nove zamecke schody » (Nouveaux escaliers du Château)
- depuis 1870 - nom actuel « Zámecká ».

## Bâtiments remarquables et lieux de mémoire
Les édifices historiquement intéressants de la rue sont :
- À la belle Vierge Marie - No 3
- église St Jean Népomucène - No 4
- Maison avec une image de la Vierge - No 6
- Pivo & Basilico Caffe Restaurant, restaurant - No 2 [3]

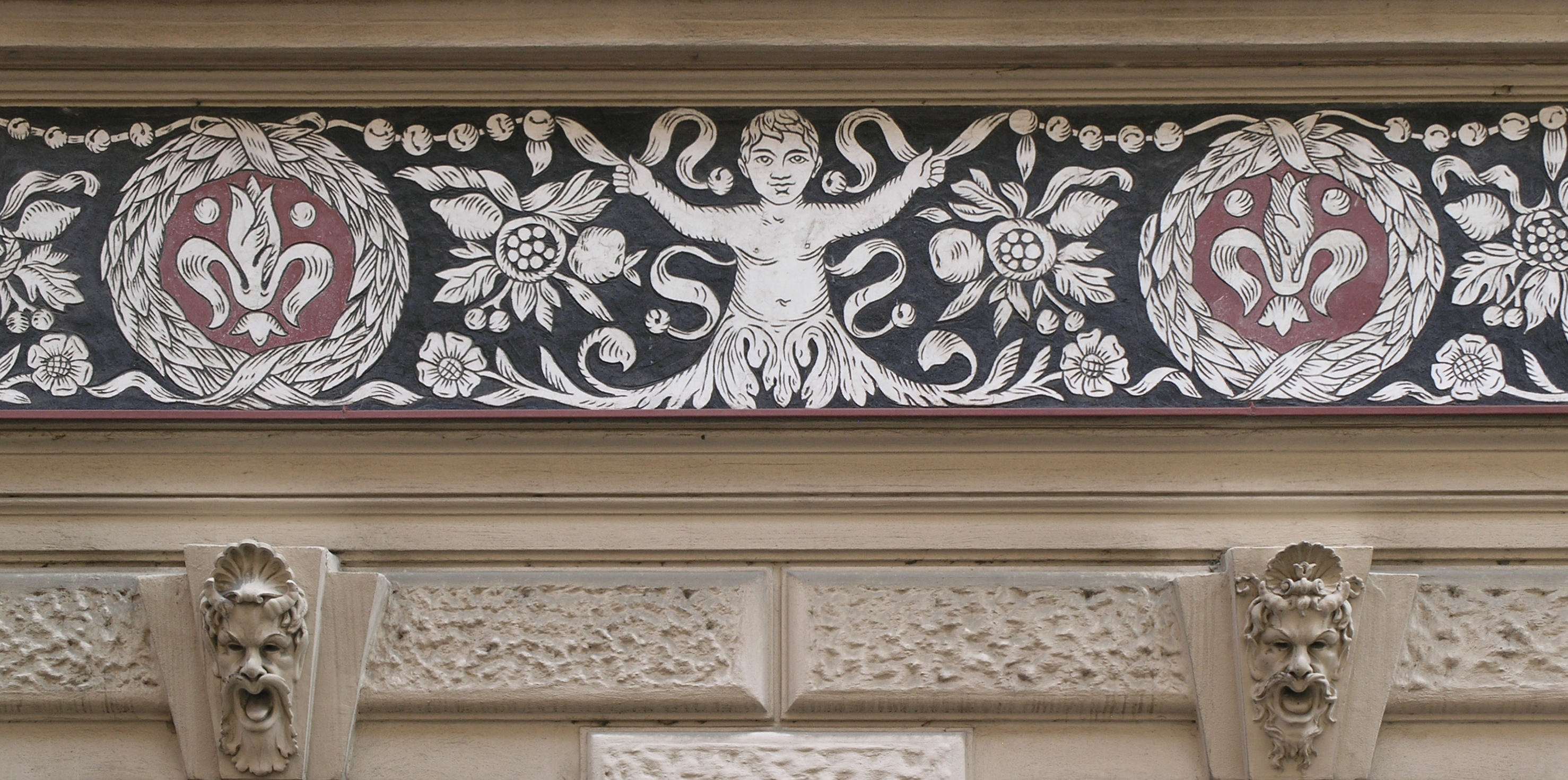
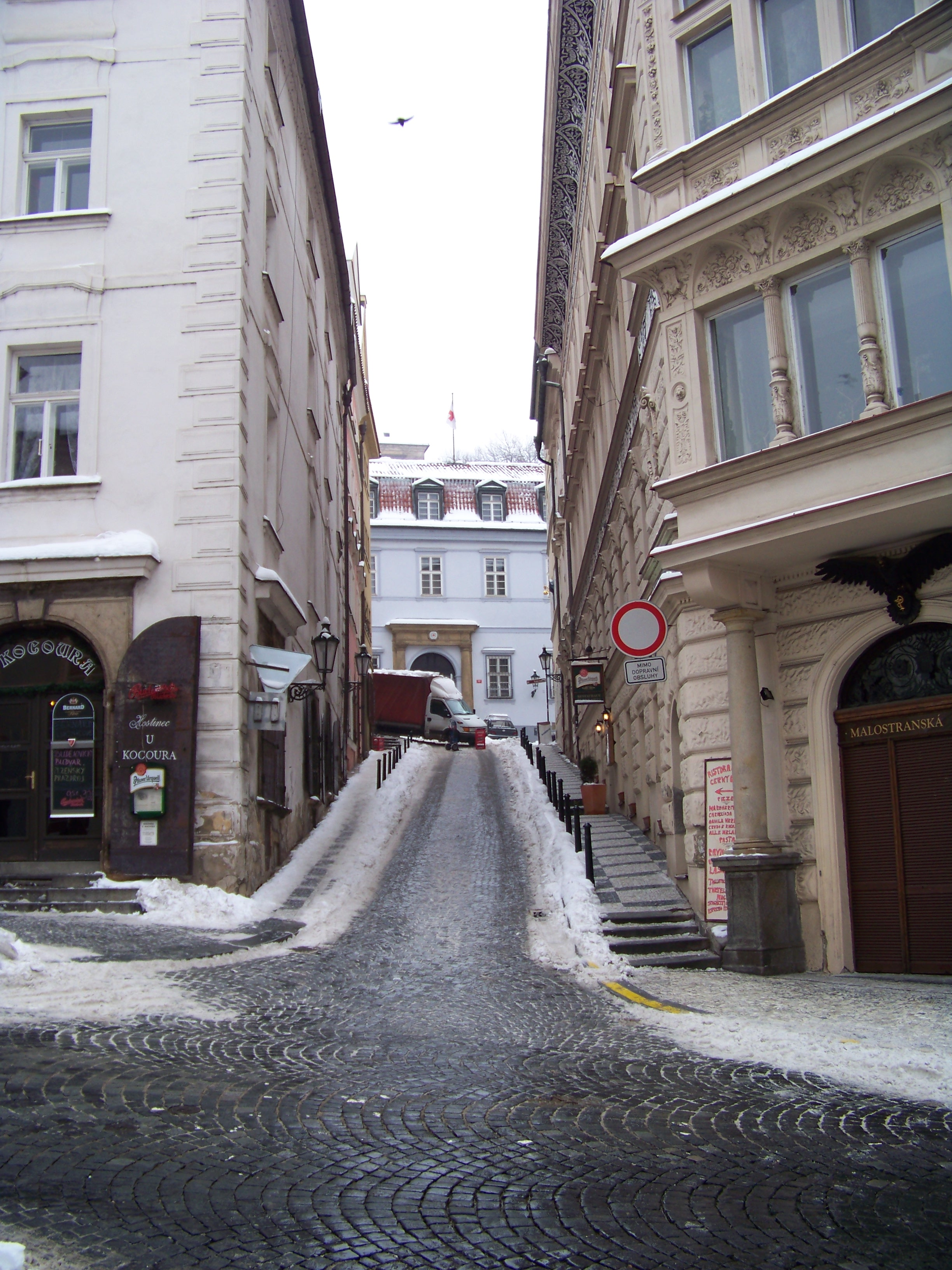
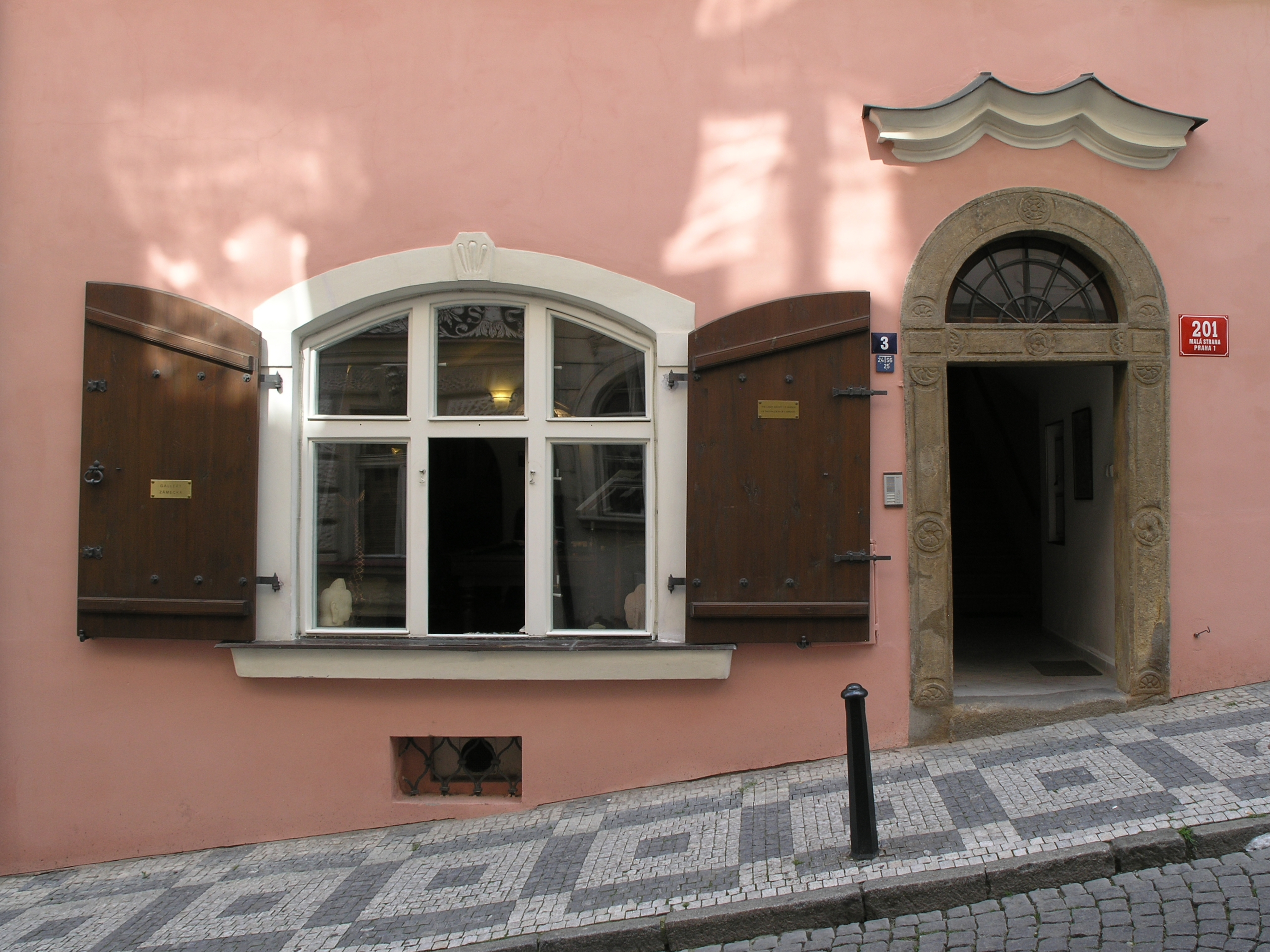